# Revoluția Texană
Revoluția Texană (2 octombrie 1835 – 21 aprilie 1836) a început când coloniștii (originari în principal din Statele Unite) din provincia mexicană Texas s-au răzvrătit împotriva guvernului centralist mexican.  După un deceniu de dispute politice și culturale între guvernul mexican și populația din ce în ce mai mare de coloniști americani din Texas, ostilitățile au izbucnit în octombrie 1835. Texianii (coloniști anglofoni) nu căzuseră de acord dacă scopul lor final trebuie să fie independența sau revenirea la Constituția mexicană din 1824.  În vreme ce delegații din organismul conducător provizoriu — Adunarea Consultativă — dezbăteau asupra motivelor care generaseră războiul, texianii și un mare aflux de voluntari din Statele Unite au învins micile garnizoane de soldați mexicani, până la jumătatea lui decembrie 1835.
Adunarea Consultativă nu și-a asumat declararea independenței, decizând instalarea unor organisme de conducere executive interimare, în cadrul  cărora luptele intestine au dus la paralizie politică și la un vid de guvernare efectivă în Texas. O nefericită propunere de a invada Matamoros a dus la pierderea multor voluntari și provizii atât de necesare micii armate a Texasului. În martie 1836, o a doua convenție politică a declarat independența și a numit conducerea noii Republici Texas.
Hotărât să răzbune onoarea Mexicului, președintele Antonio López de Santa Anna a jurat să recucerească personal Texasul. Armata de Operațiuni formată de acesta a pătruns în Texas la jumătatea lui februarie 1836 și i-a surprins pe texiani complet nepregătiți. Generalul mexican José de Urrea a condus operațiunile unui grup de forțe în ceea ce s-a numit Campania Goliad, în fruntea cărora a ajuns până pe coasta Texasului, învingând toate trupele texiane întâlnite în cale și executându-i pe majoritatea celor ce se predau. Santa Anna a mers în fruntea unei forțe și mai mari la San Antonio de Béxar (sau Béxar), unde soldații săi au învins garnizoana texiană în bătălia de la Alamo, ucigându-i pe aproape toți apărătorii. 
În luna următoare, o armată texiană nou înființată sub comanda lui Sam Houston s-a retras treptat către frontiera cu Louisiana; civilii îngroziți au fugit cu armata, în ceea ce a rămas cunoscut sub numele de Runaway Scrape. La 31 martie, Houston și-a oprit oamenii la Groce's Landing pe râul Brazos, și în următoarele două săptămâni, texianii au primit pregătire militară riguroasă. Relaxat și subestimând forța dușmanului, Santa Anna și-a împărțit și mai mult trupele. La 21 aprilie, armata lui Houston a declanșat un atac-surpriză asupra lui Santa Anna și avangardei sale în bătălia de la San Jacinto. Soldații mexicani au fost rapid puși pe fugă, iar texianii răzbunători i-au executat pe mulți din cei ce au încercat să se predea.  Santa Anna a fost luat prizonier; în schimbul vieții sale, el a ordonat retragerea armatei mexicane la sud de Rio Grande.  Mexicul a refuzat să recunoască Republica Texas, și conflictele intermitente între cele două țări au continuat în anii 1840. Aderarea Texasului ca al 28-lea stat al Statelor Unite în 1845 a condus direct la Războiul Mexicano–American.

## Context
După o tentativă eșuată a Franței de a coloniza Texasul la sfârșitul secolului al XVII-lea, Spania a dezvoltat un plan de colonizare a regiunii. La marginea sa sudică, de-a lungul râurilor Medina și Nueces, Texasul spaniol se mărginea cu provincia Coahuila.  La est, Texasul se învecina cu Louisiana.  După Achiziția Louisianei din 1803, Statele Unite au revendicat și teritoriul de la vest de râul Sabine, până la Rio Grande.  Deși Statele Unite au renunțat oficial la această revendicare prin Tratatul Transcontinental semnat cu Spania în 1819, mulți americani au continuat să considere că Texasul trebuie să aparțină țării lor, și de-a lungul următorului deceniu, Statele Unite au făcut câteva oferte de a cumpăra regiunea.
După Războiul Mexican de Independență, Texasul a devenit parte a Mexicului.  Conform Constituției din 1824, care definea țara drept republică federală, provincia Texas a fost alipită Coahuileim formând statul Coahuila y Tejas. Texasul a primit un singur loc în legislativul statului, care se întrunea la Saltillo, la sute de kilometri depărtare. După luni de zile în care Tejanos (rezidenți ai Texasului de origine mexicană) nemulțumiți au protestat împotriva pierderii autonomiei politice, oficialii statului au acceptat să facă din Texas departament al noului stat, cu capitala de facto la San Antonio de Béxar.
Texasul era foarte rarefiat populat, având mai puțin de 3.500 de locuitori, și doar circa 200 de soldați,  ceea ce îl făcea să fie foarte vulnerabil la atacurile triburilor amerindiene și ale flibustierilor americani.  În speranța că un influx de coloniști va controla raidurile indiene, guvernul mexican, falit, a liberalizat politicile de imigrație în regiune. Având în sfârșit permisiunea oficială să se stabilească legal în Texas, anglos din Statele Unite au ajuns în curând să fie mult mai numeroși decât Tejanos. Majoritatea imigranților proveneau din Sudul Statelor Unite.  Mulți erau proprietari de sclavi și majoritatea și-au adus cu ei prejudecățile împotriva altor rase, prejudecăți pe care și le-au extins și față de Tejanos. Religia oficială a Mexicului era cea romano-catolică, și totuși majoritatea imigranților erau protestanți care nu aveau încredere în catolici.

Hartă a Mexicului, 1835–1846, arătând diviziunile administrative. Zonele roșii arată regiunile în care au activat mișcări separatiste.

Autoritățile mexicane au devenit din ce în ce mai îngrijorate de stabilitatea regiunii.  Coloniile au ajuns în pragul revoltei în 1829, după ce Mexicul a abolit sclavia.  Ca răspuns, președintele Anastasio Bustamante a implementat Legile din 6 aprilie 1830, care, printre altele, au interzis continuarea imigrației în Texas din Statele Unite, a crescut taxele și a reiterat interdicția asupra sclaviei. Coloniștii pur și simplu au ocolit sau au ignorat reglementările. Până la 1834, în  Coahuila y Tejas trăiau 30.000 de Anglos, față de doar 7800 de mexicani.
În 1832, Antonio López de Santa Anna a condus o revoluție prin care l-a răsturnat pe Bustamante.  Texianii, coloniști anglofoni, au folosit revoluția drept pretext pentru a se ridica și ei la luptă.  Până la jumătatea lui august, toți soldații mexicani fuseseră goniți din Texasul de est. Prinzând aripi în urma acestor succese, texianii au ținut două convenții politice cu scopul de a convinge autoritățile mexicane să slăbească Legile din 6 aprilie 1830.  În noiembrie 1833, guvernul mexican a încercat să abordeze unele dintre problemele ridicate de ei, abrogând câteva secțiuni ale legii și făcând coloniștilor și alte concesii, inclusiv o creștere a reprezentării lor în legislativul statului. Stephen F. Austin, care adusese primii coloniști americani în Texas, îi scria unui prieten că „toate relele față de care au fost plângeri au fost remediate.” Autoritățile mexicane urmăreau de la distanță, îngrijorate de posibilele manevre secesioniste ale coloniștilor.
Santa Anna și-a dat în scurt timp pe față ideile centraliste, deplasând guvernul mexican către un guvern centralizat. În 1835, Constituția din 1824 a fost răsturnată; legislativele statelor au fost desființate și la fel și milițiile de la nivel de stat.  Federaliștii din tot Mexicul au fost indignați.  Cetățenii statelor Oaxaca și Zacatecas s-au răsculat.  După ce trupele lui Santa Anna au reprimat revolta din Zacatecas în mai, el a dat trupelor ordin să prade orașul; au fost uciși peste 2000 de necombatanți.  Guvernatorul statului Coahuila y Tejas, Agustín Viesca, a refuzat să dizolve legislativul, ordonând în schimb reîntrunirea sesiunii la Béxar, mai departe de influența armatei mexicane.  Deși proeminentul Tejano Juan Seguín a strâns o companie de voluntari care să-l asiste pe guvernator, ayuntamiento (consiliul local) din Béxar i-a ordonat să nu intervină, iar Viesca a fost arestat înainte să ajungă în Texas.
Opinia publică din Texas era împărțită. Editorialele din Statele Unite au început să susțină deplina independență a Texasului. După ce câțiva oameni au pus la cale o răscoală minoră împotriva vămii din Anahuac în iunie, liderii locali au început să ceară o întrunire publică pentru a determina dacă majoritatea coloniștilor dorește independența, întoarcerea la federalism, sau păstrarea status quo. Deși unii lideri se temeau că oficialii mexicani vor vedea în aceasta un pas către revoluție, spre sfârșitul lui august majoritatea comunităților acceptaseră să trimită delegați la Consultare, care fusese programată pentru ziua de 15 octombrie.
Încă din aprilie 1835, comandanții militari din Texas începuseră să ceară întăriri, temându-se că cetățenii se vor răscula.  Mexicul era nepregătit pentru un mare război civil, dar frământările persistente din Texas reprezentau un mare pericol pentru puterea lui Santa Anna și a Mexicului.  Dacă poporul din Coahuila s-ar fi răsculat și el,   Mexicul s-ar fi confruntat cu perspectiva pierderii unei mari părți din teritoriu.  Fără provincia nord-estică drept zonă de tampon, foarte probabil că influența Statelor Unite s-ar fi răspândit, iar teritoriile mexicane Nuevo Mexico și Alta California erau expuse expansiunii americane.  Santa Anna nu dorea să intre în conflict cu Statele Unite și știa că frământările trebuie înăbușite înainte ca Statele Unite să fie convinse să se implice. La începutul lui septembrie, Santa Anna a ordonat cumnatului său, generalul Martín Perfecto de Cos, să meargă cu 500 de soldați în Texas pentru a împiedica izbucnirea unei potențiale rebeliuni. Cos și oamenii săi au debarcat în portul Copano la 20 septembrie.  Austin a cerut tuturor localităților să strângă miliții pentru a se apăra.

## Ofensiva texiană: octombrie–decembrie 1835

### Gonzales

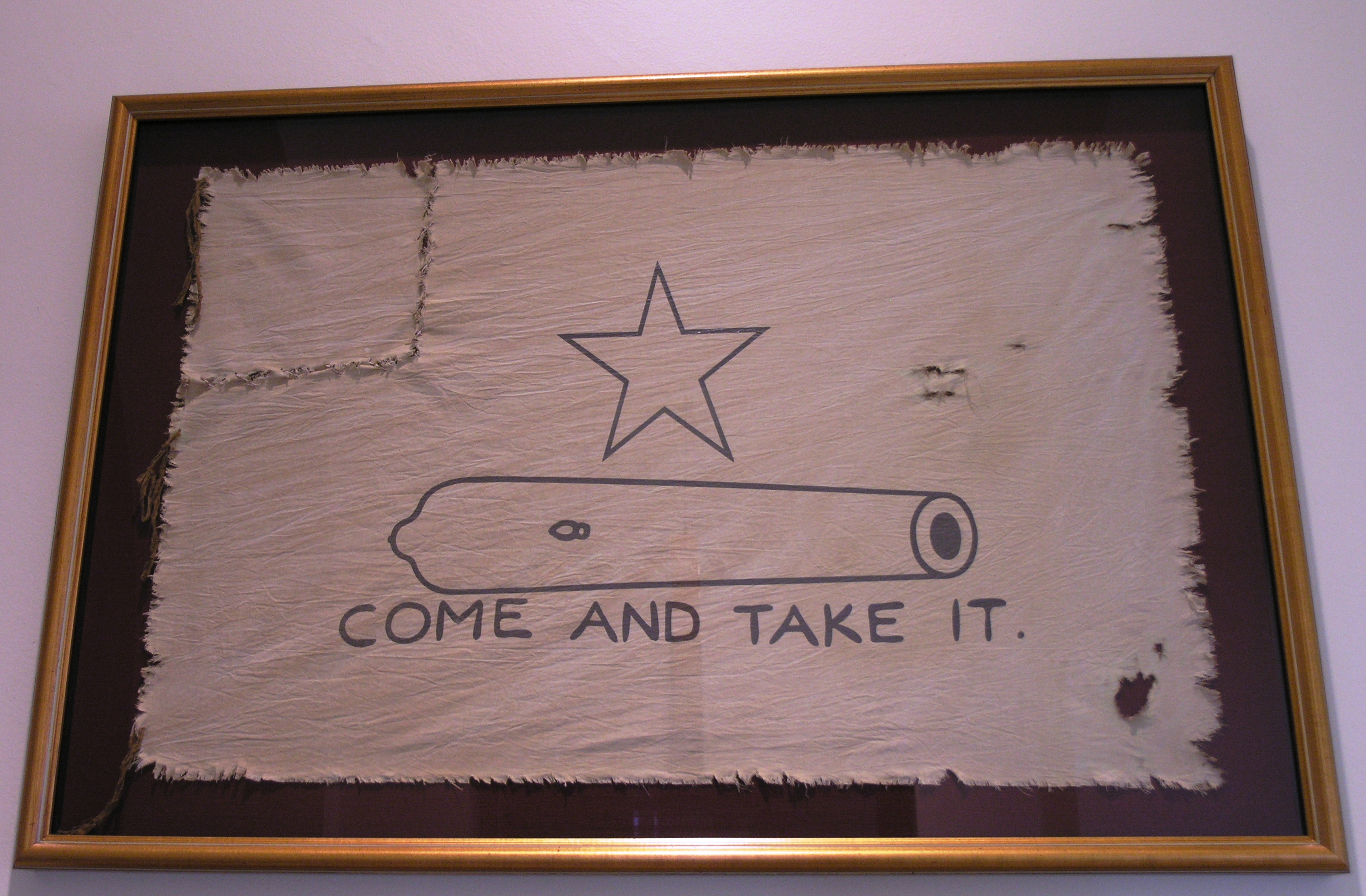
Reproducere a drapelului original Come and take it, arborat în timpul bătăliei de la Gonzales

La începutul anilor 1830, armata împrumutase cetățenilor orașului Gonzales un mic tun pentru a se apăra de raidurile indienilor.  După ce un soldat mexican a agresat un locuitor al Gonzalesului la 10 septembrie 1835, tensiunile au escaladat și autoritățile mexicane au găsit că nu este înțelept să-i lase pe coloniști astfel înarmați. Colonelul Domingo de Ugartechea, comandantul tuturor forțelor mexicane din Texas, a trimis un mic detașament de soldați să ia tunul înapoi. După ce coloniștii i-au escortat pe aceștia în afara orașului fără a le preda tunul, Ugartechea a trimis 100 dragoni cu locotenentul Francisco de Castañeda în frunte, pentru a cere supunere, cu ordinul să evite pe cât posibil să facă uz de forță.
Mulți dintre coloniști credeau că autoritățile mexicane își fabrică un pretext de a ataca orașul și de a elimina miliția acestuia. Texianii au tergiversat câteva zile tentativele lui Castañeda de a negocia returnarea tunului în timp ce așteptau întăriri din alte colonii.  La primele ore ale zilei de 2 octombrie, circa 140 de voluntari texiani au atacat forța lui Castañeda. După o scurtă ciocnire, Castañeda a cerut o întâlnire cu liderul texian John Henry Moore.  Castañeda și-a mărturisit simpatia pentru înclinațiile federaliste ale rebelilor, dar a declarat că este obligat de onoarea sa militară să respecte ordinele.  Când Moore a revenit în tabăra sa, texianii au arborat un drapel artizanal alb cu imaginea unui tun negru în centru, deasupra cuvintelor „Veniți să-l luați”.  Realizând că este depășit numeric și logistic, Castañeda și-a retras trupele la Béxar.  În această primă bătălie a revoluției, au murit doi soldați mexicani, și un texian a fost rănit după ce a căzut de pe cal. Deși evenimentul a fost, după părerea istoricului William C. Davis, „o ciocnire neconsecventă în care una din părți nu a încercat să lupte”, texianii au declarat-o în scurt timp a reprezenta o victorie în fața armatei mexicane.  Vestea acestei mici ciocniri s-a răspândit în Statele Unite, încurajând mulți aventurieri să meargă în Texas să se alăture luptelor.
Voluntarii au continuat să sosească la Gonzales. La 11 octombrie, trupele l-au ales în unanimitate pe Austin, care nu avea nicio experiență militară oficială, ca lider al grupului denumit de el Armata Poporului.  De la început, armata de voluntari s-a dovedit indisciplinată. Primul ordin oficial al lui Austin a fost să le amintească oamenilor săi că se așteaptă de la ei să execute ordinele comandanților.  Entuziasmați de victorie, texianii erau hotărâți să izgonească armata mexicană din Texas, și au început să se pregătească de marș către Béxar.

### Campania de pe Coasta Golfului
După ce a aflat că trupele texiane îl atacaseră pe Castañeda la Gonzales, Cos s-a grăbit spre Béxar. Fără să știe că a plecat, la 6 octombrie, texianii din Matagorda au mers la Presidio La Bahía din Goliad să-l răpească și să fure cei 50.000 de dolari pe care se zvonea că îi are la el. La 10 octombrie, circa 125 de voluntari, între care 30 de tejanos, au năvălit în presidio.  Garnizoana mexicană s-a predat după o luptă de treizeci de minute. Au fost răniți unul sau doi texiani; trei soldați mexicani au murit și alți șapte au fost răniți.
Texianii și-au stabilit cartierul general în presidio, sub comanda căpitanului Philip Dimmitt, care i-a trimis imediat pe toți voluntarii tejano să meargă împreună cu Austin în marșul asupra Béxarului. La sfârșitul lunii, Dimmitt a trimis un grup de oameni sub comanda lui Ira Westover să lupte cu garnizoana mexicană de la Fort Lipantitlán, lângă San Patricio.  În seara zilei de 3 noiembrie, texianii au cucerit fortul, slab ocupat, fără a trage vreun foc de armă.  După ce au demontat fortul, ei s-au pregătit să se întoarcă la Restul garnizoanei mexicane, care era plecată în patrulă, s-a apropiat. Soldații mexicani erau însoțiți de 15–20 de centraliști loiali din San Patricio, inclusiv toți membrii ayuntamiento-ului.  După o ciocnire de treizeci de minute, soldații mexicani și centraliștii texiani s-au retras. Odată cu plecarea lor, armata texiană deținea controlul asupra Coastei Golfului, forțându-i pe comandanții mexicani să trimită toate comunicațiile cu restul Mexicului pe uscat. Acest drum mai lent l-a făcut pe Cos să nu mai poată cere și primi rapid întăriri și provizii.
La întoarcerea la Goliad, grupul lui Westover s-a întâlnit cu guvernatorul Viesca.  După ce a fost eliberat de soldații care simpatizau cu el, Viesca a călătorit imediat în Texas pentru a reînființa guvernul statului.  Dimmitt l-a primit pe Viesca, dar a refuzat să-i recunoască autoritatea ca guvernator. Aceasta a produs nemulțumiri în garnizoană, întrucât mulți îl susțineau pe guvernator.  Dimmitt a declarat lege marțială și în curând și-a făcut dușmani din majoritatea localnicilor.  În următoarele câteva luni, zona dintre Goliad și Refugio s-a cufundat în război civil. Localnicul din Goliad Carlos de la Garza a dus o campanie de gherilă împotriva trupelor texiane.  Conform istoricului Paul Lack, „tacticile antigherilă [ale texianilor] au făcut prea puțin pentru a zdrobi opoziția, dar destul de multe pentru a-i convinge pe nehotărâți să se alăture centraliștilor.”

### Asediul Béxarului
În vreme ce Dimmitt superviza forțele texiane de-a lungul Coastei Golfului, Austin și-a condus oamenii către Béxar să-l atace pe Cos și pe trupele lui. Încrezător că îi vor pune repede pe fugă pe mexicani, mulți delegați de la Consultare au ales să se alăture armatei. Cum nu a mai putut întruni cvorumul, Consultația s-a amânat pentru 1 noiembrie.  La 16 octombrie, texianii au poposit la 40 km de Béxar.  Austin a trimis un curier lui Cos cu cerințele în schimbul cărora texianii erau dispuși să depună armele și să „evite tristele consecințe ale războiului civil care din păcate amenință Texasul”.  Cos a răspuns că Mexicul nu „cedează în fața dictatelor străinilor”.

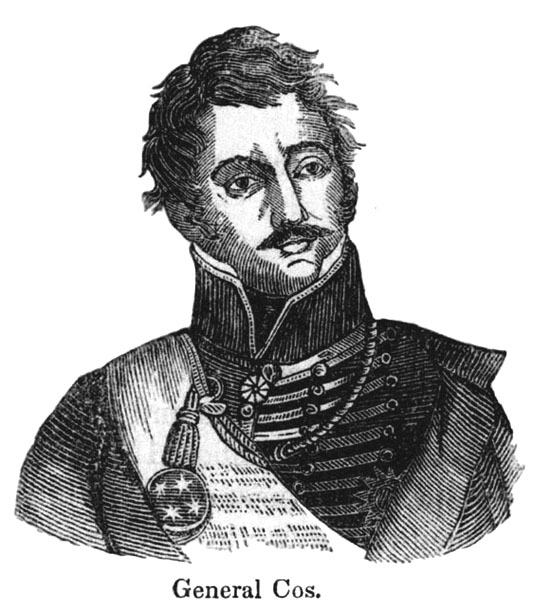
Generalul Martín Perfecto de Cos

Cei circa 650 de soldați mexicani au construit rapid baricade în tot orașul.  În câteva zile, armata texiană, de circa 450 de oameni, a inițiat asediul Béxarului, și și-a mutat încet-încet tabăra mai aproape de oraș. La 27 octombrie, o avangardă condusă de James Bowie și de James Fannin a ales Mission Concepción ca următoarea tabără și a trimis după restul armatei texiane.  Aflând că texianii sunt temporar împrăștiați, Ugartechea a dus trupe să-i atace pe oamenii lui Bowie și Fannin. Cavaleria mexicană nu a reușit să lupte eficient pe terenul împădurit și plin de albii de râuri, iar armele infanteriei mexicane aveau rază de acțiune mult mai scurtă decât cele ale texianilor.  După ce trei atacuri de infanterie ale mexicanilor au fost respinse, Ugartechea a ordonat retragerea. Muriseră un soldat texian și între 14 și 76 soldați mexicani. Deși profesorul emerit de la Texas Tech University Alwyn Barr consemna că bătălia de la Concepción „ar fi trebuit să le dea... o lecție despre curajul mexicanilor și despre valoarea unei poziții defensive bune”, expertul în istoria Texasului history Stephen Hardin crede că „ușurința relativă cu care a fost obținută victoria de la Concepción a insuflat texianilor o încredere în puștile lor cu rază lungă și un dispreț față de inamicii lor”.
Pe măsură ce vremea se răcea și rațiile se împuținau, grupuri de texiani începeau să plece, majoritatea fără permisiune. Moralul celor rămași a fost ridicat la 18 noiembrie, când armatei texiane i s-a alăturat primul grup de voluntari din Statele Unite, New Orleans Greys („cenușiii din New Orleanse”). Spre deosebire de majoritatea voluntarilor texiani, cenușiii arătau ca niște soldați, cu uniforme, arme bine întreținute, muniții adecvate și o oarecare disciplină.
După ce Austin a renunțat la comandă pentru a deveni comisar al Texasului în Statele Unite, soldații l-au ales pe Edward Burleson ca nou comandant.  La 26 noiembrie, Burleson a primit veste că o caravană de cai și catâri, însoțită de 50–100 de soldați mexicani, se afla la 8 km de Béxar. După ce trupele lor au fost în pragul revoltei, Burleson i-a trimis pe Bowie și pe William H. Jack cu cavalerie și infanterie să intercepteze proviziile. În ciocnirea ce a urmat, forțele mexicane au fost obligate să se retragă în Béxar, lăsându-și încărcătura în urmă. Spre dezamăgirea texianilor, sacii conțineau doar furaje pentru cai; ulterior, din această cauză, bătălia a fost denumită „lupta pentru iarbă”.  Deși victoria a ridicat pentru scurt timp moralul texianilor, acesta a continuat apoi să scadă pe măsurș ce vremea s-a răcit și oamenii s-au plictisit.  După mai multe propuneri de a cuceri Béxarul cu forța, respinse de trupele texiane, la 4 decembrie Burleson a propus ca armata să renunțe la asediu și să se retragă la Goliad până la primăvară.  Într-un ultim efort de a evita retragerea, colonelul Ben Milam a recrutat personal unități care să participe la un atac.  A doua zi dimineața, Milam și colonelul Frank W. Johnson au dus câteva sute de texiani în oraș.  În următoarele patru zile, texianii au luptat din casă în casă până la piețele fortificate din apropierea centrului orașului.
Cos a primit 650 de oameni întărire la 8 decembrie, dar, spre dezamăgirea sa, majoritatea erau recruți fără experiență, mulți dintre ei condamnați aflați încă în lanțuri.  În loc să-l ajute, întăririle au fost doar o povară care a consumat degeaba proviziile de hrană, și așa puține. Nevăzând alte opțiuni, la 9 decembrie, Cos și grosul oamenilor săi s-au retras în misiunea Alamo de lângă Béxar. Cos a prezentat un plan de contraatac; ofițerii de cavalerie credeau că vor fi înconjurați de texiani și au refuzat ordinele. Posibil circa 175 de soldați din patru companii de cavalerie au părăsit misiunea și s-au dus spre sud; ofițerii mexicani au susținut ulterior că aceștia ar fi înțeles greșit ordinele și că nu dezertau. A doua zi dimineața, Cos a capitulat. Conform termenilor capitulării, Cos și oamenii săi aveau să părăsească Texasul și să nu mai lupte împotriva susținătorilor Constituției de la 1824. Odată cu plecarea sa, nu mai exista nicio garnizoană mexicană organizată în Texas, și mulți dintre texiani credeau că războiul s-a terminat. Burleson a demisionat de la conducerea armatei la 15 decembrie și s-a întors la casa lui. Mulți dintre soldați au făcut la fel, iar Johnson a preluat comanda celor 400 de soldați care au rămas.
Conform lui Barr, numărul mare de voluntari americani de la Béxar „a contribuit la viziunea mexicană cum că opoziția texană ar fi provenit din influențe externe”. În realitate, dintre cei 1300 de oameni care s-au oferit voluntari să lupte pentru armata texiană în octombrie și noiembrie 1835, doar 150–200 erau sosiți din Statele Unite după 2 octombrie. Restul erau locuitori ai Texasului, imigrați în medie în anul 1830. Voluntarii proveneau din fiecare localitate, inclusiv din cele parțial ocupate de forțe mexicane. Pe măsură ce locuitorii s-au întors la casele lor după capitularea lui Cos, compoziția armatei texiane s-a schimbat dramatic.  Din voluntarii ce au activat în perioada ianuarie-martie 1836, 78 de procente erau sosiți din Statele Unite după 2 octombrie 1835.

## Regruparea: noiembrie 1835– februarie 1836

### Adunarea Consultativădin Texas și Expediția către Matamoros
Adunarea Consultativă s-a întrunit într-un final la 3 noiembrie la San Felipe cu participarea a 58 din cei 98 de delegați aleși.  După zile de dezbateri acerbe, delegații au votat pentru înființarea unui guvern provizoriu bazat pe principiile Constituției din 1824.  Deși nu au proclamat independența, delegații au insistat că nu vor recunoaște autoritatea Mexicului înainte ca federalismul să fie reinstituit.  Noul guvern urma să fie format dintr-un guvernator și un Consiliu General, cu un reprezentant din fiecare comună.  Se presupunea că aceste două ramuri vor coopera și nu fusese prevăzut niciun sistem de mecanisme de verificare și control.
La 13 noiembrie, delegații au votat înființarea unei armate regulate și l-au numit pe Sam Houston comandant suprem al acesteia. Într-o încercare de a atrage voluntari din Statele Unite, soldaților li se oferea pământ. A fost un element important, întrucât tot terenul public era în proprietatea statului sau guvernului federal, indicând faptul că delegații se așteptau ca Texasul să-și declare în cele din urmă independența.  Houston nu a primit nicio autoritate asupra armatei de voluntari condusă de Austin, care era fusese formată înainte de formarea Adunării Consultative.  Houston a fost numit și în Comisia pentru Afaceri Indiene.  Trei oameni, între care și Austin, au fost trimiși în Statele Unite să strângă bani, voluntari și provizii.  Delegații l-au ales pe Henry Smith în funcția de guvernator.   La 14 noiembrie, Adunarea Consultativă și-a încheiat mandatul, iar Smith și Consiliul General au rămas la conducere.
Noul guvern al Texasului nu avea fonduri, așa că armatei i s-a acordat autoritatea de a rechiziționa provizii.  Această politică a făcut în curând ca popularitatea Consiliului General să se prăbușească, după ce hrana și proviziile s-au împuținat, mai ales în zonele Goliad și Béxar, unde erau staționate trupele texiane.  Câțiva dintre voluntari au acceptat să treacă la armata regulată a lui Houston. Telegraph and Texas Register consemna că „unii nu sunt dispuși, sub prezentul guvern, să își facă vreo datorie ... Că guvernul nostru este rău, toți recunosc, și nimeni nu va nega.”
Liderii din Texas au continuat să discute dacă armata luptă pentru independență sau pentru întoarcerea la federalism.  La 22 decembrie, soldații texiani staționați în La Bahía au anunțat Declarația de Independență de la Goliad. Nefiind dispuși să hotărască singuri chestiunea, membrii Consiliului General au cerut noi alegeri, pentru delegații de la Convenția din 1836. Consiliul a declarat că acordă dreptul de vot tuturor bărbaților albi liberi, precum și mexicanilor care nu susțineau centralismul.  Smith a încercat să respingă această din urmă prevedere, întrucât considera că nici Tejanos cu înclinații federaliste nu pot fi lăsați să voteze.
Federaliștii din Mexic, între care fostul guvernator Viesca, Lorenzo de Zavala, și José Antonio Mexía, susțineau un plan de a ataca trupele centraliste din Matamoros. Membrii Consiliului erau atrași de ideea unei Expediții către Matamoros. Ei sperau că ea va inspira și alte state federaliste să se răscoale și că va împiedica părăsirea armatei de către combatanții texiani plictisiți.  Mai important, ar muta zona de conflict în afara Texasului. Consiliul a aprobat oficial planul la 25 decembrie, și la 30 decembrie, Johnson și adjunctul său dr. James Grant a preluat grosul armatei și aproape toate proviziile la Goliad să se pregătească de expediție.  Istoricul Stuart Reid susține că Grant ar fi fost agent secret britanic și că planul lui era să cucerească Matamoros, și astfel să lege Texasul mai strâns de Mexic, ca o presupusă mașinațiune neoficială de a promova interesele britanice în regiune.
Certurile mărunte între Smith și membrii Consiliului General au crescut dramatic în amploare, și la 9 ianuarie 1836, Smith a amenințat că va dizolva Consiliul dacă acesta nu acceptă să revoce aprobarea pentru Expediția către Matamoros.  Două zile mai târziu, Consiliul l-a suspendat pe Smith și l-a numit pe James W. Robinson guvernator interimar. Nu era clar dacă vreuna din părți avea autoritatea să o suspende, respectiv să o dizolve pe cealaltă.  În acest moment, Texasul era practic în anarhie.
Din ordinele lui Smith, Houston a reușit să-i convingă pe toți oamenii (cu excepția a 70) să renunțe la a continua să-l urmeze pe Johnson.  Cum propria sa autoritate era pusă la îndoială în urma suspendării lui Smith, Houston a renunțat la conducerea armatei și a plecat la Nacogdoches să negocieze un tratat cu liderii tribului Cherokee.  Houston a jurat că Texasul va recunoaște revendicările teritoriale ale tribului Cherokee în Texasul de Est cu condiția ca indienii să se abțină de la a ataca așezările și de la a ajuta armata mexicană.  În absența sa, Fannin, ofițerul activ cu gradul cel mai înalt din armata regulată, i-a condus la Goliad pe cei ce nu voiau să meargă la Matamoros.
Consiliul neglijase să dea instrucțiuni specifice despre organizarea alegerilor din februarie pentru desemnarea delegaților la Convenție, lăsând la latitudinea fiecărei comune cum să echilibreze dorințele locuitorilor mai vechi cu cele ale voluntarilor nou-sosiți din Statele Unite.  A rezultat un haos; la Nacogdoches, judecătorul electoral a trimis înapoi o companie de 40 de voluntari din Kentucky care sosiseră în acea săptămână.  Soldații au recurs la arme; colonelul Sidney Sherman a anunțat că el „[sosise] în Texas să [se] lupt[e] pentru el și că [îi] este indiferent dacă lupta începe în orașul Nacogdoches sau în altă parte”.  În cele din urmă, soldaților li s-a permis să voteze. Cum se zvonea că Santa Anna pregătește o armată mare pentru a o aduce în Texas, retorica a degenerat în prezentarea conflictului ca un război rasial între Anglos care își apără proprietățile și o „rasă corcită de spanioli degenerați și indieni mai depravați decât ei”, după cum se exprima David G. Burnet,.

### Armata de Operațiimexicană

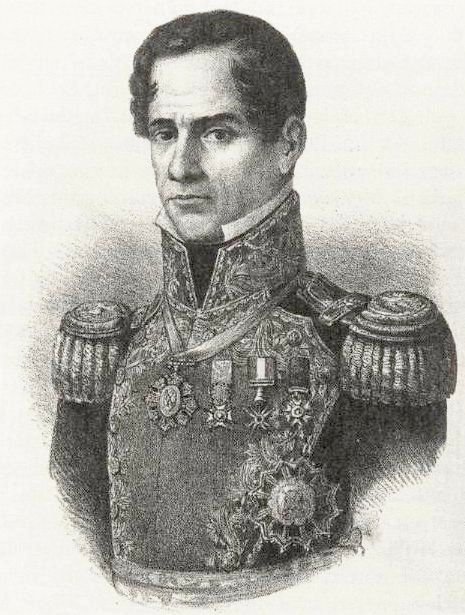
Antonio López de Santa Anna

Vestea răscoalei armate de la Gonzales a ajuns la Santa Anna la 23 octombrie.  În afara elitei conducătoare și a membrilor armatei, puțini din Mexic știau sau erau interesați de revoltă.  Cei ce cunoșteau evenimentele îi acuzau pe Anglos că refuză să respecte legile și cultura noii lor țări. Imigranții Anglos forțaseră un război cu Mexicul, și onoarea mexicană insista ca uzurpatorii să fie învinși.  Santa Anna și-a transferat atribuțiile prezidențiale lui Miguel Barragán pentru a conduce personal trupele care să pună capăt revolei texianilor. Santa Anna și soldații săi credeau că texianii vor fi intimidați ușor. Secretarul mexican de război, José María Tornel, scria: „Superioritatea soldatului mexican față de muntenii din Kentucky și vânătorii din Missouri este bine cunoscută. Veterani încercați în 20 de ani de războaie nu pot fi intimidați de prezența unei armate ignorante față de arta războiului, incapabilă de disciplină și renumită pentru insubordonare.”
În acest moment, erau doar 2.500 de soldați în interiorul Mexicului, insuficient pentru a înăbuși o rebeliune și a restabili ordinea—apărând împotriva atacurilor indienilor și federaliștilor—în restul țării.  Cu fonduri împrumutate de la Biserica Romano-Catolică special pentru finanțarea războiului din Texas, Santa Anna a început să strângă o nouă armată, pe care a botezat-o Armata de Operații în Texas.  O majoritate a soldaților fuseseră recrutați sau erau infractori condamnați care aleseseră armata în locul închisorii. Ofițerii mexicani știau că muschetelor Brown Bess cu care erau ei înarmați le lipsea raza de acțiune a armelor texianilor, dar Santa Anna era convins că planificarea superioară va avea totuși ca rezultat o victorie facilă. Corupția era pe scară largă și proviziile nu erau abundente.  Aproape de la început, rațiile au fost reduse, și lipseau medicii și proviziile medicale. Puțini soldați primiseră haine groase sau pături pentru iarnă.
La sfârșitul lui decembrie, la cererea lui Santa Anna, Congresul Mexican a adoptat Decretul Tornel, declarând că orice străin care luptă împotriva soldaților mexicani „va fi considerat pirat și tratat ca atare, întrucât nu este cetățean al niciunei țări aflate în război cu Republica și neluptând sub vreun drapel recunosut.”  La începutul secolului al XIX-lea, pirații capturați erau executați pe loc. Rezoluția la dat armatei mexicane permisiunea de a nu lua prizonieri în războiul cu texianii. Această informație nu a fost distribuită pe scară largă și foarte probabil majoritatea recruților americani din armata texiană nu știau că nu pot avea statutul de prizonieri de război.
Până în decembrie 1835, 6019 soldați își începuseră marșul către Texas. Înaintarea era lentă. Nu erau suficienți catâri care să transporte toate proviziile și mulți dintre cărăuși, toți civili, au părăsit armata când li s-a întârziat plata. Numărul mare de soldaderas — femei și copii care urmaseră armata — reduceau proviziile deja puține. La Saltillo, Cos și oamenii săi din Béxar s-au alăturat forțelor lui Santa Anna.  Santa Anna considera că promisiunea lui Cos de a nu mai intra cu arme în Texas este fără obiect întrucât a fost făcută unor rebeli.
Din Saltillo, armata avea trei variante: să înainteze de-a lungul coastei pe Drumul Atascocita de la Matamoros la Goliad, sau să meargă către Béxar dinspre sud, pe drumul Laredo, sau dinspre vest, pe Camino Real. Santa Anna i-a ordonat generalului José de Urrea să meargă cu 550 de oameni la Goliad. Deși mai mulți ofițeri ai lui Santa Anna susțineau că întreaga armată trebuie să înainteze de-a lungul coastei, unde se puteau primi provizii pe mare, Santa Anna s-a concentrat pe Béxar, centrul politic al Texasului și locul înfrângerii lui Cos. El vedea capitularea cumnatului său ca pe o lovitură dată onoarei familiei sale și Mexicului, și era hotărât să le repare pe ambele.  Santa Anna ar putea să fi crezut și că Béxarul este mai ușor de învins, întrucât spionii săi îl informaseră că majoritatea armatei texiane este de-a lungul coastei, pregătită de Expediția către Matamoros.  Santa Anna a mers cu grosul trupelor pe Camino Real către Béxar dinspre vest, spre uimirea texianilor, care se așteptau ca orice armată inamică să vină dinspre sud.  La 17 februarie, ei au trecut râul Nueces, pătrunzând oficial în Texas.
Temperaturile au atins minime record, și în 13 februarie au căzut circa 38-41 cm de zăpadă. Un număr mare de noi recruți proveneau din zona cu climă tropicală din Yucatán și nu s-au putut aclimatiza cu condițiile grele de iarnă. Unii dintre ei au murit de hipotermie, iar alții au contractat dizenterie. Soldații care rămâneau în urmă erau uciși uneori de pâlcuri de indieni Comanche. Cu toate acestea, armata a continuat să meargă spre Béxar. Pe măsură ce înaintau, coloniștii din calea lor din Texasul de Sud evacuau către nord. Armata mexicană jefuia și ocazional incendia casele lăsate goale.  Santa Anna și comandanții săi au primit din timp informații despre localizarea, forța și planurile trupelor texiane Texian, de la o rețea de spioni Tejano organizați de la Garza.

## Ofensiva lui Santa Anna: februarie–martie 1836

### Alamo

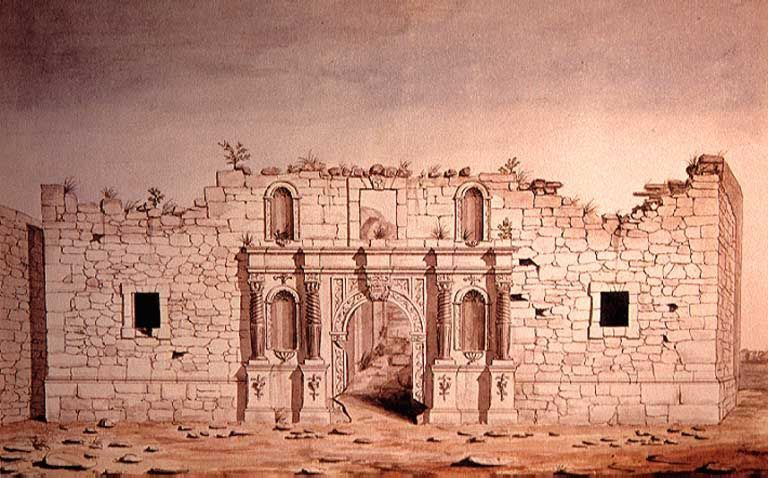
Misiunea Alamo, pictată la 10 ani după bătălie

În misiunea Alamo de la Béxar rămăseseră mai puțin de 100 de soldați texiani, sub comanda colonelului James C. Neill. Neputând aduna suficienți oameni pentru a apăra cu succes întinsa construcție, în ianuarie Houston îl trimisese pe Bowie cu 30 de oameni să ia artileria și să distrugă complexul. Într-o scrisoare adresată guvernatorului Smith, Bowie susținea că „salvarea Texasului depinde în mare măsură de păstrarea Béxarului departe de mâinile dușmanului. El servește drept pichet de frontieră, și dacă se afla în posesia lui Santa Anna, nu există nicio întăritură care să-l respingă din marșul către Sabine.” Scrisoarea adresată lui Smith se termina cu declarația: „eu și colonelul Neill am ajuns la hotărârea solemnă că mai degrabă vom muri în aceste șanțuri decât să le predăm inamicului.” Li s-au trimis puține întăriri; ofițerul de cavalerie William B. Travis a sosit la Béxar cu 30 de oameni la 3 februarie și după cinci zile a mai venit un grup de voluntari, între care și celebrul Davy Crockett. La 11 februarie, Neill a plecat să recruteze alte întăriri și să adune provizii.  În lipsa lui, Travis și Bowie au comandat împreună.
Când iscoadele au adus veste la 23 februarie că se zăresc mexicanii care înaintau, texianii nepregătiți au adunat ce hrană au putut găsi în oraș și s-au retras în Alamo. În după-amiaza aceleiași zile, Béxarul a fost ocupat de circa 1500 de soldați mexicani, care au ridicat rapid un drapel roșu, anunțând că nu vor lua prizonieri. În următoarele 13 zile, armata mexicană a asediat misiunea Alamo. Câteva mici ciocniri le-au dat apărătorilor optimismul de care aveau mare nevoie, dar au avut un impact real redus.  Bowie s-a îmbolnăvit la 24 februarie, lăsându-l pe Travis singur la comanda forțelor texiane.  În aceeași zi, Travis a trimis curieri cu o scrisoare adresată Poporului din Texas și tuturor americanilor din lume, în care cerea întăriri și jurând „victorie sau moarte”; aceasta a fost retipărită peste tot în Statele Unite și în mare parte din Europa. Voluntarii texiani și americani au început să se adune la Gonzales, așteptând sosirea lui Fannin care să-i conducă spre a întări Alamo.  După mai multe zile de nehotărâre, la 26 februarie Fannin și-a pregătit cei 300 de soldați de marș către Alamo; ei s-au întors a doua zi, după ce merseseră mai puțin de o milă (1,5 km).  Mai puțin de 100 de texiani au ajuns să reîntărească fortul.
Circa 1000 de soldați mexicani au sosit ca întăriri la 3 martie.  A doua zi, o localnică, probabil ruda lui Bowie, Juana Navarro Alsbury, a fost refuzată de Santa Anna când a încercat să negocieze capitularea apărătorilor de la Alamo. Vizita a sporit nerăbdarea lui Santa Anna, și a planificat luarea cu asalt a misiunii în dimineața de 6 martie.  Mulți dintre ofițerii săi erau împotriva acestui plan; ei preferau să aștepte până când artileria va deteriora mai mult zidurile misiunii și apărătorii vor fi obligați să se predea.  Santa Anna era convins că o victorie decisivă va ameliora moralul și va da un mesaj puternic celor care încă mai agitau spiritele în țară și în Texas.
La primele ore ale zilei de 6 martie, armata mexicană a atacat întăriturile. Soldații din Béxar au fost scutiți de la a lupta în primele linii, ca să nu fie obligați să lupte contra familiilor și prietenilor lor.  În primele momente ale asaltului, mexicanii au fost în dezavantaj. Deși formațiunea lor în coloană permitea doar primelor rânduri de soldați să tragă cu armele, recruții fără experiență din spate au tras și ei; numeroși soldați mexicani au fost uciși din greșeală de propriii lor camarazi. Cum soldații mexicani au început să pătrundă peste ziduri, cel puțin 80 de texiani au fugit din Alamo și au fost interceptați de cavaleria mexicană. Într-o oră, aproape toți apăratorii texiani, circa 182–257 de oameni, au fost uciși.  Între patru și șapte texiani, între ei posibil fiind și Crockett, s-au predat.  Deși generalul Manuel Fernández Castrillón a încercat să intervină în favoarea lor, Santa Anna a insistat ca prizonierii să fie executați pe loc.
Majoritatea istoricilor bătăliei de la Alamo sunt de acord că au fost uciși sau răniți 400–600de mexicani. Aceasta ar reprezenta circa o treime din soldații mexicani implicați în asalt, număr despre care Timothy Todish consideră că este „o proporție a pierderilor uriașă după orice standarde”.  Bătălia nu a avut mare semnificație militară, dar a avut un impact politic enorm. Travis reușise să câștige timp pentru întrunirea Convenției din 1836, planificată la 1 martie.  Dacă Santa Anna nu s-ar fi oprit la Béxar două săptămâni, ar fi ajuns la San Felipe la 2 martie și probabil i-ar fi prins sau i-ar fi pus pe fugă pe delegați.
Supraviețuitorii, în principal femei și copii, au fost interogați de Santa Anna și apoi eliberați. Susanna Dickinson a fost trimisă cu sclavul lui Travis, Joe, la Gonzales, unde locuia, să răspândească vestea înfrângerii texianilor.  Santa Anna credea că vestea diferenței de efective și soarta soldaților texiani de la Alamo va descuraja rezistența, și că soldații texiani vor pleca rapid din teritoriu.

### Campania spre Goliad
Urrea a ajuns la Matamoros la 31 ianuarie.  El însuși federalist convins, i-a convins în scurt timp și pe alți federaliști din zonă că obiectivul final al texianilor era secesiunea și că încercarea lor de a declanșa o revoltă federalistă la Matamoros este doar o diversiune prin care încercau să distragă atenția de la ei. Agenții dubli mexicani continuau să-i asigure pe Johnson și pe Grant că vor putea cuceri Matamoros cu ușurință.  În timp ce Johnson aștepta la San Patricio cu un grup mic de oameni, Grant, împreună cu 26-53 de alți oameni umbla prin zona dintre râul Nueces și Matamoros.  Deși ei pretindeau că sunt în căutare de cai, probabil Grant încerca să-și și contacteze sursele din Matamoros pentru a coordona un atac.
După miezul nopții de 27 februarie, oamenii lui Urrea au surprins forțele lui Johnson.  Șase texiani, între care Johnson, au scăpat; restul au fost capturați sau uciși.  Aflând de la spioni locali unde se află Grant, dragonii mexicani i-au prins într-o ambuscadă pe texiani pe pârâul Agua Dulce la 2 martie.  Doisprezece texiani au murit, între care și Grant, patru au fost luați prizonieri și șase au scăpat.  Deși Urrea avea ordine să-i execute pe cei prinși, el i-a trimis la Matamoros ca prizonieri.

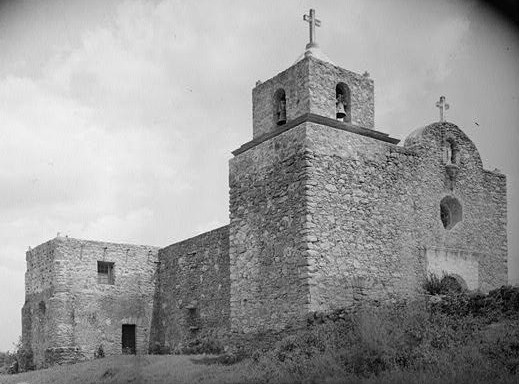
Presidio La Bahía, denumit și Fort Defiance, din Goliad

La 11 martie, Fannin l-a trimis pe căpitanul Amon B. King să ajute la evacuarea coloniștilor din misiunea de la Refugio. King și oamenii săi au petrecut însă o zi căutând simpatizanți ai centraliștilor prin fermele locale.  S-au întors la misiune la 12 martie și au fost în scurt timp asediați de avangarda lui Urrea și de Victoriana Guardes ale lui Garza.  În aceeași zi, Fannin a primit ordine de la Houston să distrugă Presidio La Bahía (al cărui nume fusese deja schimbat în Fort Defiance) și să meargă apoi la Victoria. Nefiind dispus să lase vreun om în urmă, Fannin l-a trimis pe William Ward cu 120 de oameni să ajute compania lui King. Oamenii lui Ward au îndepărtat trupele ce asediau biserica, dar în loc să se întoarcă la Goliad, au întârziat o zi pentru alte raiduri la fermele din zonă.
Urrea a sosit cu aproape 1.000 de oameni la 14 martie.  În bătălia de la Refugio, o ciocnire foarte asemănătoare cu bătălia de la Concepción, texianii au respins mai multe atacuri și au provocat mexicanilor pierderi grele, bazându-se pe acuratețea și raza de acțiune mai mari ale puștilor lor.  La sfârșitul zilei, texianii erau înfometați, însetați, obosiți și aproape rămași fără muniții.  Ward a ordonat o retragere și, pe întuneric și pe ploaie, soldații texiani s-au strecurat printre liniile mexicane, lăsând în urmă câțiva răniți grav.  În următoarele câteva zile, oamenii lui Urrea, cu ajutorul susținătorilor centraliști locali, i-au prins pe mulți dintre texianii care scăpaseră. Majoritatea au fost executați, deși Urrea i-a iertat pe câțiva după ce soțiile lor l-au rugat să le cruțe viața, și după ce colonelul mexican Juan José Holzinger a insistat ca cei care nu sunt americani să fie și ei cruțați.
Până la sfârșitul zilei de 16 martie, grosul forțelor lui Urrea începuseră marșul către Goliad pentru a-l încolți pe Fannin.  Încă așeptând vești de la King și de la Ward, Fannin continua să amâne evacuarea Goliadului. În timp ce se pregăteau să plece la 18 martie, a sosit avangarda lui Urrea.  Tot restul zilei, cele două cavalerii s-au ciocnit fără țintă, reușind să extenueze boii texianilor, care rămăseseră înhămați la căruțe făra hrană și apă toată ziua.
Texianii și-au început retragerea la 19 martie, într-un ritm scăzut, și după doar 6,5 km, grupul s-a oprit o oră să se odihnească și să permită boilor să pască. Trupele lui Urrea i-au prins din urmă pe texiani în acea după-amiază, în timp ce Fannin și cei circa 300 de oameni ai săi traversau o prerie.  Aflând de luptele de la Refugio, Urrea era hotărât să nu-i lase pe texiani să ajungă la adăpostul vreunei păduri aflate la circa 2,4 km în față, pe malurile pârâului Coleto.  Când forțele mexicane i-au înconjurat, texianii au format un pătrat aglomerat și gol în centru pentru a se apăra.  Au respins trei șarje în timpul acestei bătălii de pe Coleto, care s-a soldat cu circa 9 texiani morți și 51 răniți, inclusiv Fannin. Urrea a pierdut 50 oameni, alți 140 fiind răniți.  Texianii aveau puțină hrană, niciun pic de apă, și muniții pe terminate, dar au votat să nu încerce să fugă spre pădure, întrucât ar fi trebuit să-i lase pe răniți în urmă.
A doua zi dimineața, la 20 martie, Urrea și-a arătat oamenii și artileria nou-sosită.  Realizând șansele minime pe care le aveau, texianii în frunte cu Fannin s-au predat.  Datele mexicane arată că texianii au capitulat necondiționat; relatările texiane susțin că Urrea le-ar fi promis texianilor că vor fi tratați ca prizonieri de război și că vor fi lăsați să se întoarcă în Statele Unite.  Două zile, un grup de oameni ai lui Urrea l-a înconjurat pe Ward și pe ultimul său grup la mai puțin de o milă (1,6 km) de Victoria.  În ciuda vehementelor obiecții ale lui Ward, oamenii săi au votat să se predea, amintindu-și ulterior că li se spusese că se vor putea întoarce în Statele Unite.
De Florii, la 27 martie, Fannin, Ward, Westover, și oamenii lor au fost scoși din presidio și împușcați.  Cavaleria mexicană a fost staționată în apropiere pentru a-i prinde pe cei care încercau să scape. Au murit circa 342 de texiani, și 27 fie au scăpat, fie au fost cruțați de soldații mexicani. La câteva săptămâni după cest masacru de la Goliad, Congresul Mexican i-a grațiat oficial pe toți prizonierii din Texas care fuseseră condamnați la moarte.

### Convenția din Texas din 1836
Convenția din 1836 de la Washington-on-the-Brazos de la 1 martie aa atras 45 de delegați, reprezentând 21 de localități.  Într-o oră de la deschiderea sa, George C. Childress a propus o Declarație de Independență a Texaului, care a fost adoptată la 2 martie cu o largă majoritate.  La 6 martie, la câteva ore după căzuse Alamo, a sosit ultima depeșă a lui Travis.  Îngrijorarea sa era evidentă; delegatul Robert Potter a propus imediat ca convenția să se suspende și ca delegații să se alăturea armatei.  Houston i-a convins pe delegați să rămână, și apoi a plecat să preia comanda armatei.  Cu susținerea Convenției, Houston era acum comandant suprem al tuturor forțelor regulate și de voluntari din Texas.
În următoarele zece zile, delegații au pregătit o constituție a Republicii Texas.  Părți din document erau copiate cuvânt cu cuvânt din  Constituția Statelor Unite; alte articole erau parafrazate.  Guvernul noii țări era structurat similar cu cel al Statelor Unite, cu un legislativ bicameral legislature, un șef al executivului și o instanță supremă. Într-o abruptă îndepărtare de modelul său, noua constituție permitea explicit rechiziționarea de bunuri și încartiruirea obligatorie a soldaților.  Ea legaliza explicit sclavia și recunoștea dreptul oamenilor de a se răzvrăti împotriva autorității guvernamentale.  După adoptarea constituției la 17 martie, delegații au ales ofițeri interimari care să guverneze țara și apoi s-au retras.  David G. Burnet, care nu fusese delegat, a fost ales președinte. A doua zi, Burnet a anunțat că guvernul pleacă la Harrisburg.

## Retagerea: martie–mai 1836

### Retragerea texianilor: The Runaway Scrape
La 11 martie, Santa Anna a mai trimis o coloană de soldați să i se alăture lui Urrea, cu instrucțiuni să se deplaseze la Brazoria după neutralizarea oamenilor lui Fannin.  Un al doilea grup de 700 de oameni sub comanda generalului Antonio Gaona avea să înainteze pe Camino Real către Mina, și de acolo la Nacogdoches.  Generalul  Joaquín Ramírez y Sesma urma să ia încă 700 de oameni la San Felipe.  Coloanele mexicane se deplasau astfel către nord-est pe rute aproximativ paralele, la 65-80 km depărtare unele de altele.
În aceeași zi în care soldații mexicani plecau din Béxar, Houston a sosit la Gonzales și i-a informat pe cei 374 de voluntari (unii neavând arme) adunați acolo că Texasul este acum republică independentă.  Imediat după ora 11 p.m. în seara de 13 martie, Susanna Dickinson și Joe au adus vestea că garnizoana din Alamo fusese învinsă și că armata mexicană mărșăluiește către așezările texiane. Un sfat de război convocat în grabă a decis evacuarea zonei și retragerea.  Evacuarea a început la miezul nopții și s-a desfășurat atât de rapid încât multe iscoade texiane nici nu știau că armata plecase. Tot ce nu putea fi transportat a fost incendiat și singurele două tunuri ale armatei au fost aruncate în râul Guadalupe.  Când Ramírez y Sesma a ajuns la Gonzales în dimineața de 14 martie, a găsit clădirile încă fumegând.
Majoritatea cetățenilor au fugit pe jos, mulți cărând copii mici.  O companie de cavalerie condusă de Seguín și de Salvador Flores a fost asignată ca ariergardă, pentru a evacua fermele mai izolate și pentru a proteja civilii de atacurile mexicanilor sau indienilor. Cu cât se retrăgea mai departe armata, cu atât i se alăturau mai mulți civili. Pentru ambele armate și pentru civili, ritmul era lent; ploi torențiale inundaseră râurile și transformaseră drumurile în mocirle.
Pe măsură ce s-a răspândit vestea căderii Alamoului, rândurile voluntarilor s-au îngroșat, ajungând la 1.400 de oameni la 19 martie.   Houston a aflat de înfrângera lui Fannin la 20 martie și a realizat că armata sa este ultima speranță a unui Texas independent.  Îngrijorat că forța sa prost pregătită și indisciplinată va fi bună doar pentru o singură luptă, și conștient că oamenii lor pot fi ușor flancați de forțele lui Urrea, Houston a continuat să evite lupta, spre imensa nemulțumire a trupelor sale.  Până la 28 martie, armata texiană se retrăsese 190 km peste râurile Navidad și Colorado.  Mulți soldați au dezertat; cei care au rămas se plângeau între ei că comandantul lor e un laș.
La 31 martie, Houston și-a oprit oamenii la Groce's Landing, la circa 24 km nord de San Felipe. Două companii care refuzaseră să se retragă mai departe de San Felipe au primit misiunea să păzească trecerile peste râul Brazos.  În următoarele două săptămâni, texianii s-au odihnit, s-au recuperat de pe urma bolilor și, pentru prima oară, au început să primească instrucție militară.  În timp ce stăteau acolo, două tunuri, botezate Surorile Gemene, au sosit din Cincinnati, Ohio.  Secretarul interimar de război Thomas Rusk a sosit în tabără, cu ordine de la Burnet să-l înlocuiască pe Houston dacă refuză să lupte. Houston l-a convins rapid pe Rusk că planurile lui sunt solide. Secretarul de stat Samuel P. Carson l-a sfătuit pe Houston să continue retragerea până la râul Sabine, unde erau șanse să vină mai mulți voluntari din Statele Unite, permițând armatei să contraatace. Nemulțumit de toți cei implicați, Burnet i-a scris lui Houston: „Inamicul râde de voi. Trebuie să luptați cu ei. Nu vă mai retrageți. Țara se așteaptă să luptați. Salvarea țării depinde de aceasta.”  Plângerile din sânul taberei au devenit atât de puternice încât Houston a pus afișe în care anunța că oricine încearcă să-i uzurpe poziția va fi judecat de o curte marțială și împușcat.
Santa Anna rămăsese cu o forță mai mică în Béxar.  După ce a primit veste că președintele interimar, Miguel Barragán, murise, Santa Anna a luat serios în calcul o întoarcere la Ciudad de Mexico pentru a-și cimenta poziția.  Teama că victoriile lui Urrea ar face din acesta un rival politic l-au convins însă pe Santa Anna să rămână în Texas pentru a superviza personal ultima fază a campaniei.  El a plecat la 29 martie să i se alăture lui Ramírez y Sesma, lăsând doar o forță mică să apere Béxarul.  În zorii zilei de 7 aprilie, forțele lor combinate au pătruns în San Felipe și au capturat un soldat texian care l-a informat pe Santa Anna că texianii plănuiesc să se retragă și mai mult dacă armata mexicană trece râul Brazos.  Neputând trece Brazosul din cauza micii companii de texiani baricadată în dreptul vadului, la 14 aprilie Santa Anna, frustrat, a luat o forță de circa 700 de soldați cu scopul de a captura guvernul texan interimar. Oficialii guvernamentali au fugit cu doar câteva ore înainte ca soldații mexicani să ajungă la Harrisburg, iar Santa Anna l-a trimis pe colonelul Juan Almonte cu 50 de cavaleriști să-i intercepteze la New Washington.  Almonte a sosit chiar când Burnet pornea cu o barcă cu vâsle către Insula Galveston.  Deși barca era încă în raza armelor lor, Almonte a ordonat oamenilor săi să nu tragă pentru a nu pune în pericol familia lui Burnet.
În acest moment, Santa Anna credea că rebeliunea își dă ultima suflare.  Guvernul texian fusese gonit de pe continent și nu mai avea cum să comunice cu armata, care nu dăduse semne că ar vrea să lupte.  El s-a hotărât să blocheze retragerea armatei texiane și să pună capăt războiului. Iscoadele lui Almonte au raportat incorect că armata lui Houston se îndreaptă spre Lynchburg Crossing, pe Buffalo Bayou, pentru a se pregăti să meargă alături de guvern la Galveston, astfel că Santa Anna a ordonat arderea Harrisburgului și a plecat mai departe spre Lynchburg.
Armata texiană își reluase însă marșul către est. La 16 aprilie, ea a ajuns la o răscruce; un drum ducea către nord la Nacogdoches, celălalt ducea către Harrisburg.  În lipsa ordinelor din partea lui Houston și fără vreo discuție între ei, soldații din frunte au apucat pe drumul spre Harrisburg.  Ei au sosit la 18 aprilie, puțin după plecarea armatei mexicane.  În aceeași zi, Deaf Smith și Henry Karnes au capturat un curier mexican ce transmitea informații privind localizarea și planurile viitoare ale tuturor trupelor mexicane din Texas.  Realizând că Santa Anna are doar o forță mică lângă el și că nu se află departe, Houston a ținut oamenilor săi un discurs electrizant, conjurându-i să își „amintească de Alamo” și să-și „amintească de Goliad”.  Armata sa a plecat în cea mai mare viteză spre Lynchburg.  Îngrijorat că oamenii săi ar putea să-i confunde pe  Tejanos din compania lui Seguín cu soldații mexicani, Houston i-a ordonat la început lui Seguín să rămână la Harrisburg să-i păzească pe cei prea bolnavi pentru a călători rapid.  După proteste vehemente din partea lui Seguín și a lui Antonio Menchaca, ordinul a fost anulat, cu condiția ca Tejanos să poarte o bucată de carton la pălărie pentru a-i identifica drept aliați ai texianilor.

### San Jacinto
Zona de-a lungul Buffalo Bayou avea multe crânguri de stejari, despărțite de mlaștini.  Acest tip de teren era familiar texianilor și destul de străin soldaților mexicani. Armata lui Houston, cu 900 de oameni, a ajuns la Lynch's Ferry la mijlocul dimineții de 20 aprilie; forța lui Santa Anna, de 700 de oameni, a sosit câteva ore mai târziu. Texianii au așezat tabăra într-o zonă împădurită de pe malul Buffalo Bayou; deși locația respectivă oferea o bună acoperire și le permitea să-și ascundă forța reală, ea nu le lăsa texianilor spațiu de retragere.  În ciuda protestelor unora dintre ofițerii săi, Santa Anna a ales să-și așeze tabăra într-o poziție vulnerabilă, o câmpie de pe malul râului San Jacinto, mărginită pe o parte de pădure și pe alta de mlaștini și bălți.  Cele două tabere erau la circa 500 m distanță și erau despărțite de o pajiște cu o mică ridicătură la mijloc.  Colonelul Pedro Delgado a scris ulterior că „tabăra aleasă de Excelența Sa contravenea din toate punctele de vedere tuturor regulilor militare. Orice ofițeraș tânăr ar fi ales mai bine

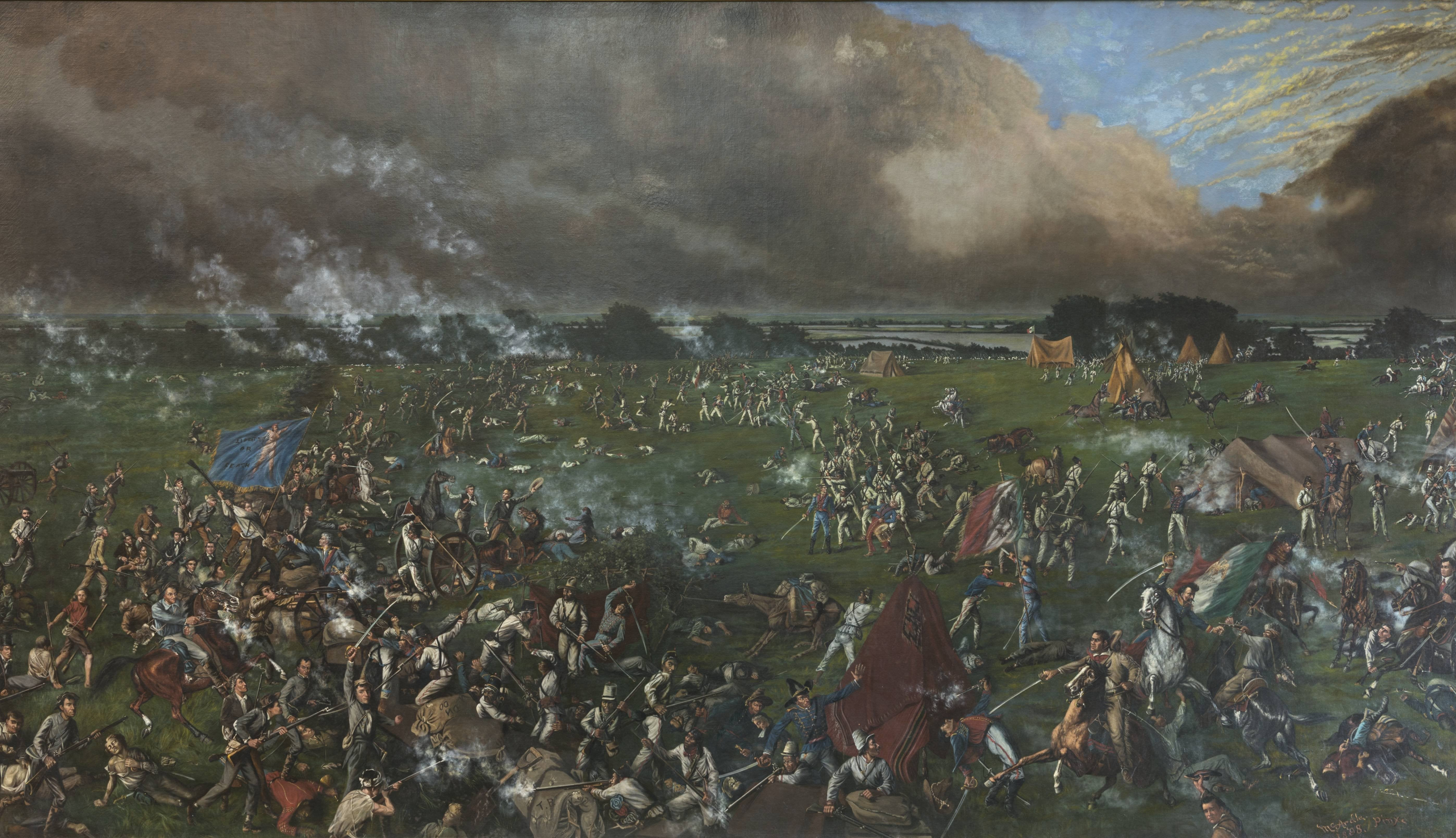
Pictura din 1895 a lui Henry Arthur McArdle, Bătălia de la San Jacinto

În orele care au urmat, au avut loc două scurte ciocniri.  Texianii au câștigat-o pe prima, obligând un mic grup de dragoni și de artileriști mexicani să se retragă. Dragonii mexicani au obligat apoi la rândul lor cavaleria texiană să se retragă.  În învălmășeală, Rusk, coborât de pe cal pentru a-și încărca pușca, era să fie capturat de soldați mexicani, dar a fost salvat de voluntarul texian nou sosit Mirabeau B. Lamar.  În ciuda obiecțiilor lui Houston, mulți infanteriști s-au grăbit pe câmpul de luptă. Când cavaleria texiană se retrăgea, Lamar a rămas în urmă să mai salveze un texian căzut de pe cal; ofițerii mexicani „i-ar fi aplaudat” curajul. Houston era iritat că infanteria îi nesocotise ordinele și îi oferise pe tavă lui Santa Anna o estimare mai bună a forțelor lor; soldații erau și ei supărați că Houston nu le permisese să lupte până la capăt.
Toată noaptea, trupele mexicane și-au fortificat tabăra, ridicând baricade din aproape orice puteau găsi, inclusiv șei și arbuști. La 9 a.m. în ziua de 21 aprilie, Cos a sosit cu 540 de oameni ca întăriri, aducând efectivele mexicane la numărul de 1.200 de oameni, ajungând acum să-i depășească numeric pe texiani. Oamenii lui Cos erau recruți nepregătiți și nu soldați experimentați, și ei mărșăluiseră constant timp de peste 24 de ore, fără hrană și fără odihnă.  Cum dimineața era pe trecute și texianii nu atacaseră, ofițerii mexicani și-au coborât garda.  După-amiaza, Santa Anna le-a dat permisiunea oamenilor lui Cos să doarmă; soldații lui, și ei obosiți, au profitat de ocazie pentru a se odihni, hrăni și îmbăia.
Puțin timp după sosirea întăririlor mexicane, Houston i-a ordonat lui Smith să distrugă Podul lui Vince, aflat la 8 km depărtare, pentru a încetini orice alte întăriri mexicane.  La ora 4 p.m. texianii au început să se strecoare pe furiș prin iarba înaltă, trăgând tunul după ei.  Tunul texian a tras la ora 4:30, declanșând bătălia de la San Jacinto.  După o singură salvă, texianii au rupt rândurile și au năvălit peste baricadele mexicane atacând în lupte corp la corp. Soldații mexicani au fost cu totul luați prin surprindere.  Santa Anna,  Castrillón și Almonte strigau adesea ordine în contradictoriu, încercând să-și organizeze oamenii pentru a schița o formă de apărare.  În 18 minute, soldații mexicani și-au abandonat tabăra și au fugit pentru a-și salva viața.  Măcelul a durat câteva ore.
Mulți soldați mexicani s-au retras prin mlaștini către Peggy Lake. Pușcași texiani s-au poziționat pe maluri și trăgeau în orice mișca.  Numeroși ofițeri texiani, inclusiv Houston și Rusk, au încercat să oprească măcelul, dar nu au reușit să-și controleze oamenii.  Texianii au continuat să scandeze „Amintiți-vă de Alamo! Amintiți-vă de Goliad!” în timp ce infanteriștii mexicani speriați țipau „Me no Alamo!” („Eu nu Alamo!”) și cereau degeaba milă.  În ceea ce istoricul Davis numea „una dintre cele mai dezechilibrate victorii din istorie”, 650 de soldați mexicani au murit și 300 au căzut prizonieri. Au murit unsprezece texiani, alți 30, între care și Houston, fiind răniți.
Deși trupele lui Santa Anna au fost categoric învinse, ele nu reprezentau grosul armatei mexicane din Texas. Încă 4000 de soldați rămâneau sub comanda lui Urrea și a generalului Vicente Filisola.  Texianii câștigaseră bătălia datorită greșelilor comise de Santa Anna, iar Houston știa bine că oamenii săi au speranțe mici de a repeta performanța în fața lui Urrea sau a lui Filisola.  La căderea întunericului, un mare grup de prizonieri a fost adus în tabără.  Houston a crezut la început că acel grup sunt întăriri mexicane și a spus că totul e pierdut.

### Retragerea mexicanilor

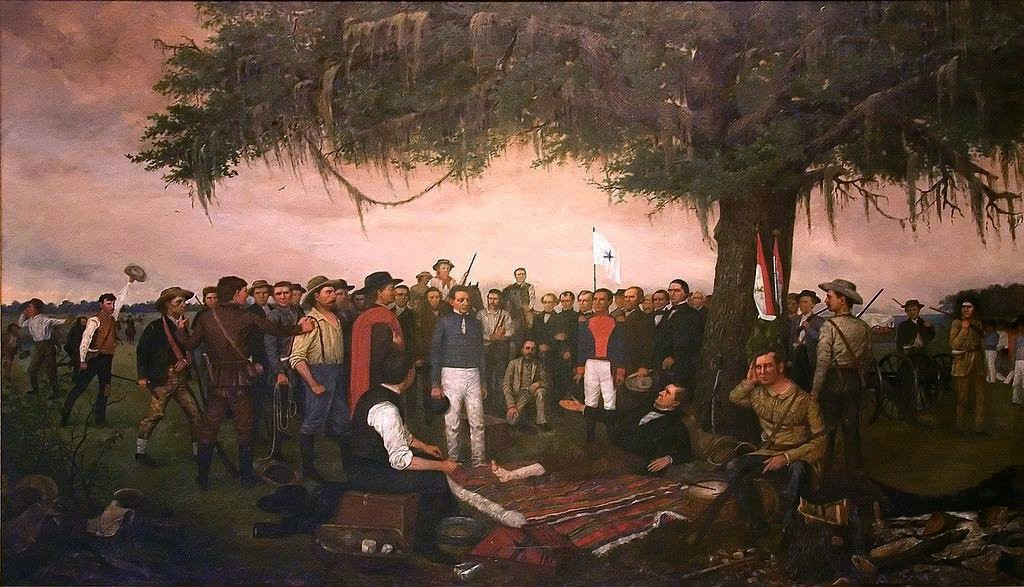
„Capitularea lui Santa Anna” de William Henry Huddle îl ilustrează pe președintele și generaul mexican capitulând în fața unui Sam Houston rănit în bătălia de la San Jacinto

Santa Anna reușise să scape către Podul lui Vince.  Găsind podul distrus, s-a ascuns în mlaștină și a fost capturat a doua zi. A fost adus în fața lui Houston, care fusese împușcat în gleznă și grav rănit. Soldații texiani s-au adunat în jurul său, cerând execuția imediată a generalului mexican. Negociind pentru viața sa, Santa Anna s-a oferit să ordone restului trupelor mexicane să rămână departe.  Într-o scrisoare adresată lui Filisola, care era acum oficialul cu cel mai mare grad din Texas, Santa Anna a scris că „ieri seară am avut o nefericită întâlnire” și a ordonat trupelor sale să se retragă la Béxar și să aștepte alte instrucțiuni.
Urrea i-a cerut lui Filisola să continue campania.  El era încrezător că poate învinge trupele texiane.  Conform lui Hardin, „Santa Anna prezentase Mexicului un dezastru militar; Filisola nu dorea să riște un al doilea.”  Ploile de primăvară stricaseră munițiile și făcuseră drumurile aproape impracticabile, soldații intrând în noroi până la genunchi. Trupele mexicane aveau hrana pe terminate, și soldații începuseră să se îmbolnăvească de dizenterie și alte boli.  Liniile de aprovizionare se prăbușiseră complet, lăsându-i fără speranță de vreo întărire. Filisola a scris mai târziu că „dacă dușmanul ne-ar fi întâmpinat în asemenea crude circumstanțe, pe singurul drum rămas, nu ne-ar fi rămas de ales decât între moarte și capitularea necondiționată”.
Câteva săptământi după San Jacinto, Santa Anna a continuat să negocieze cu Houston, Rusk și apui cu Burnet.  Santa Anna a propus două tratate, o versiune publică de promisiuni între cele două țări, și o versiune privată ce cuprindea garanțiile personale ale lui Santa Anna. Tratatele de la Velasco impuneau retragerea tuturor trupelor mexicane la sud de Rio Grande și respectarea și retrocedarea în întregime a proprietății private—cu referire la sclavi.  Prizonierii de război aveau să fie eliberați nevătămați, iar Santa Anna avea să primească liberă trecere către Veracruz. În secret, el a promis că va convinge Congresul Mexican să recunoască Republica Texas și să recunoască Rio Grande ca frontieră între cele două țări.
Când Urrea și-a început marșul spre sud la jumătatea lui mai, multe familii din San Patricio care susținuseră armata mexicană au plecat cu el.  Când trupele texiane au sosit la începutul lui iunie, au mai găsit doar 20 de familii. Zona dintre San Patricio și Refugio suferise o „evidentă depopulare” ce a persistat în cadrul Republicii Texas timp de ani de zile.  Deși tratatul specifica că Urrea și Filisola trebuie să returneze toți sclavii adăpostiți de armatele lor, Urrea a refuzat să se supună. Mulți foști sclavi au urmat armata în Mexic, unde puteau fi liberi.  Până la sfârșitul lui mai, trupele mexicane traversaseră râul Nueces.  Filisola se aștepta ca înfrângerea să fie ceva temporar și să se lanseze o a doua campanie de recucerire a Texasului.

## Urmări

### Militare
Când autoritățile mexicane au primit vestea înfrângerii lui Santa Anna la San Jacinto, drapelele din toată țara au fost coborâte în bernă și drapate cu doliu.  Denunțând orice acord semnat de un prizonier, autoritățile mexicane au refuzat să recunoască Republica Texas.  Filisola a fost ironizat pentru retragere și a fost înlocuit rapid de Urrea.  În câteva luni, Urrea a strâns 6000 de oameni în Matamoros, pentru o recucerire a Texasului.  Armata sa a fost însă deturnată spre a rezolva rebeliuni federaliste persistente în alte regiuni.
Majoritatea texanilor se așteptau ca armata mexicană să revină rapid. Astfel, mulți voluntari americani s-au alăturat armatei texiane în lunile de după victoria de la San Jacinto, și guvernul texian nu a reușit să țină pasul cu lista de personal a armatei. Din precauție, Béxarul a rămas sub lege marțială tot anul 1836.  Rusk a ordonat tuturor Tejanos din zona dintre râurile Guadalupe și Nueces să migreze fie în Texasul de Est, fie în Mexic.  Unii rezidenți au refuzat să se supună și au fost înlăturați cu forța.  Noi coloniști Anglo au venit și au folosit amenințări și manevre legale pentru a prelua pământul aflat în proprietatea Tejanos.  În următorii câțiva ani, sute de familii Tejano s-au mutat în Mexic.
Ani de zile, autoritățile mexicane s-au folosit de recucerirea Texasului ca scuză pentru implementarea de noi taxe și acordarea de prioritate bugetară armatei în țara sărăcită. Au avut loc doar ciocniri sporadice.  Expedițiile mai mari au fost amânate pe măsură ce fondurile militare erau permanent redirecționate spre alte rebeliuni, de teama ca și acele regiuni să nu se alieze cu Texasul și să fragmenteze și mai mult țara. Statele mexicane nordice, care au constituit punctul focal al Expediției către Matamoros, au proclamat pentru scurt timp statul independent Republica Rio Grande în 1839. În același an, Congresul Mexican a discutat o propunere de lege prin care discuțiile pozitive despre Texas ar fi fost catalogate drept trădare. În iunie 1843, liderii celor două țări au declarat armistițiu.

### Republica Texas

Republica Texas, inclusiv teritoriul aflat în dispută

La 1 iunie, Santa Anna s-a îmbarcat pe un vas către Mexic.  În următoarele două zile, mulțimi de soldați, dintre care mulți sosiseră chiar în acea săptămână din Statele Unite, s-au adunat să ceară execuția lui.  Lamar, acum promovat în funcția de secretar de război, a ținut un discurs în care a insistat că „guvernul nu trebuie să fie intimidat de gloată. Nu vrem o Revoluție Franceză în Texas!”, dar la 4 iunie soldații l-au luat pe Santa Anna și l-au pus în arest militar.  Conform lui Lack, „șocul de a ți se schimba politica externă de către o rebeliune populară slăbise irevocabil guvernul interimar”.  Un grup de soldați a încercat la jumătatea lui iulie o lovitură de stat.  Ca răspuns, Burnet a convocat alegeri pentru ratificare constituției și alegerea Congresului, al șaselea set de lideri ai Texasului într-un singur an. Alegătorii l-au votat cu o largă majoritate pe Houston în funcția de președinte, au ratificat constituția întocmită de Convenția din 1836, și au aprobat o rezoluție prin care cereau anexarea la Statele Unite.  Houston a semnat o ordonanță executivă prin care Santa Anna era trimis la Washington, D.C., de unde urma să plece în curând acasă.
În absența sa, Santa Anna fusese demis.  La sosirea în țară, presa mexicană l-a atacat imediat pentru cruzimea față de cei executați la Goliad. În May 1837, Santa Anna a cerut anchetarea evenimentului.  Judecătorul a declarat că ancheta are ca scop doar identificarea faptelor și nu a luat nicio hotărâre; atacurile presei din Mexic și din Statele Unite au continuat.  Santa Anna a căzut în dizgrație până în anul următor, când a devenit un erou al Războiului Plăcintelor.
Primul legislativ al Texasului a refuzat să ratifice tratatul semnat de Houston cu triburile Cherokee, declarând că el nu avea nicio autoritate să facă vreo promisiune.  Deși guvernele interimare texiane juraseră să despăgubească cetățenii pentru bunurile rechiziționate în timpul efortului de război, în mare parte caii și celelalte animale nu au fost returnate.  Veteranilor li se garantase împroprietărirea; în 1879, veteranii texiani care mai supraviețuiseră și care luptaseră cel puțin trei luni între 1 octombrie 1835 și 1 ianuarie 1837 au primit încă 520 ha de pământ din domeniul public. S-au distribuit peste 559.000 de hectare; o parte a fost în comitatul Greer, care ulterior a fost atribuit statului Oklahoma.
Politicile Republicii Texas au modificat statutul multor persoane ce trăiau în regiune.  Constituția a interzis negrilor liberi să trăiască permanent în Texas. Sclavii individuali puteau fi eliberați doar prin ordonanță a Congresului, și persoana eliberată era obligată să părăsească țara.  Femeile au pierdut și ele multe drepturi legale prin noua constituție, care înlocuia sistemul legal tradițional de inspirație spaniolă cu dreptul jurisprudențial de inspirație engleză. Conform acestuia din urmă, se elimina noțiunea de proprietate comunitară, iar femeile nu mai aveau puterea să acționeze legal în nume propriu – să semneze contracte, să dețină proprietăți, sau să inițieze procese.  Unele dintre aceste drepturi au fost restaurate în 1845, când Texasul le-a adăugat la constituția de stat al SUA. În anii Republicii Texas, și Tejanos au fost puternic discriminați de autorități.

### Relațiile externe
Autoritățile mexicane au pus pierderea Texasului pe seama intervenției Statelor Unite.  Deși Statele Unite au rămas oficial neutre, 40% din cei înrolați în armata texiană între 1 octombrie și 21 aprilie proveneau din Statele Unite și erau veniți după declanșarea ostilităților.  Peste 200 din voluntari erau membri ai Armatei Statelor Unite; niciunul nu a fost pedepsit atunci când s-a întors la post. Cetățeni americani au furnizat și provizii și bani cauzei independenței texianilor.  În următorul deceniu, politicienii mexicani au denunțat frecvent Statele Unite pentru implicarea cetățenilor lor.
Statele Unite au acceptat să recunoască independența Republicii Texas în martie 1837, dar au refuzat să anexeze teritoriul.  Republica a încercat apoi să convingă puterile europene să o recunoască. La sfârșitul lui 1839, Franța a recunoscut Republica Texas după ce s-a convins că ar fi un bun partener comercial.
Timp de câteva decenii, politica oficială britanică fusese aceea de a păstra legături puternice cu Mexicul în speranța că acesta va opri expansiunea Statelor Unite.  Când a izbucnit Revoluția Texană, Regatul Unit a refuzat să se implice, exprimându-și oficial încrederea că Mexicul își poate rezolva singur problemele interne. În 1840, după mai mulți ani în care Republica Texas nu a fost nici anexată de SUA, nici reabsorbită de Mexic, Regatul Unit a semnat un tratat prin care a recunoscut țara și a acționat ca mediator în vederea recunoașterii ei de către Mexic.
Statele Unite au votat în favoarea anexării Texasului ca al 28-lea stat în martie 1845.  Două luni mai târziu, Mexicul a acceptat recunoașterea Republicii Texas cu condiția ca ea să nu fie anexată de Statele Unite.  La 4 iulie 1845, texanii au votat din nou în favoarea anexării.  Aceasta a declanșat Războiul Mexicano–American, în care Mexicul și-a pierdut aproape 55% din teritoriu în fața Statelor Unite și a fost obligat să renunțe la a revendica Texasul.

## Memoria

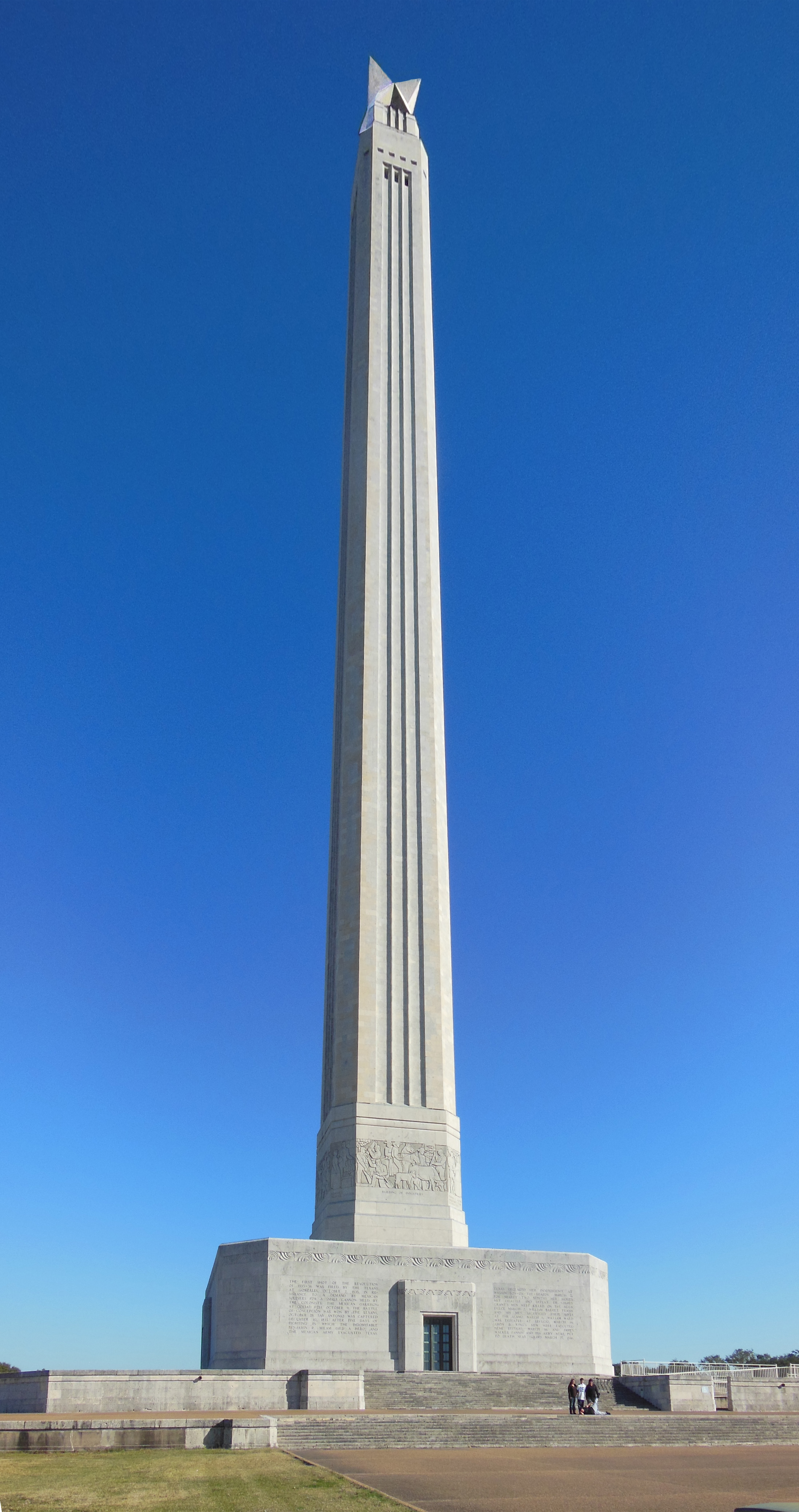
Monumentul de la San Jacinto în memoria celor care au murit în Revoluția Texană.

Deși în Revoluția Texană nu s-au introdus noi tehnici de luptă, pierderile au fost unele neobișnuite pentru acea vreme.  În general, în războaiele secolului al XIX-lea, numărul celor răniți era de regulă de două sau trei ori mai mare ca cel al morților.  Între octombrie 1835 și aprilie 1836, au murit circa 1000 de soldați mexicani și 700 texiani, în timp ce răniții au fost 500 mexicani și 100 texiani.  Devierea de la normă a fost cauzată de hotărârea de a-i eticheta pe rebelii texiani drept trădători și de dorința de răzbunare a texianilor.
În timpul revoluției, soldații texiani și-au dobândit o reputație de curaj și rezistență.   Lack arată că mai puțin de 5% din populația texiană s-a înrolat în război, o rată relativ redusă de participare. Soldații texiani au recunoscut superioritatea cavaleriei mexicane față de a lor.  În următorul deceniu, Rangerii texani au împrumutat tactici de cavalerie mexicane și au adoptat pintenii și șaua spaniolă, riata și bandana.
Asociația Veteranilor din Texas, formată numai din veterani ai revoluției ce trăiau în Texas, a activat între 1873 și 1901, jucând un rol-cheie în a convinge legislativul să ridice un monument în cinstea veteranilor bătăliei de la San Jacinto.  La sfârșitul secolului al XIX-lea, legislativul Texasului a achiziționat locul bătăliei de la San Jacinto, care găzduiește astăzi Monumentul de la San Jacinto, cea mai înaltă coloană de piatră din lume.  La începutul secolului al XX-lea, legislativul Texasului a achiziționat și Misiunea Alamo, astăzi monument închinat victimelor de acolo. În fața bisericii, în centrul Pieței Alamo, se află un cenotaf proiectat de Pompeo Coppini, ce comemorează apărătorii care au murit în luptă. Peste 2,5 milioane de oameni vizitează anual Alamo.
Revoluția Texană a făcut subiectul unor poezii, cărți, piese de teatru și filme. Majoritatea operelor de limba engleză relatează perspectiva Anglos și se centrează în principal pe bătălia de la Alamo.  Din primul roman care relata evenimentele revoluției, Mexico versus Texas din 1838, până la jumătatea secolului al XX-lea, majoritatea operelor conțineau teme anticlericale și rasiste, descriind lupta ca una între bine (anglo-texian) și rău (mexican). Atât în literatura de limbă engleză cât și în cea de limbă spaniolă, bătălia de la Alamo este adesea comparată cu cea de la Termopile.  Miniseria Disney din 1950 intitulată Davy Crockett, bazată mai ales pe legende, a produs o atracție mondială către orice legat de Alamo. În câțiva ani, John Wayne a regizat și a jucat într-una dintre cele mai bine cunoscute și poate și una din cele mai inexacte versiuni cinematografice, The Alamo (1960). Această versiune a făcut prima încercare de a lăsa în urmă stereotipurile rasiale; chiar și așa, ea a fost interzisă în Mexic.  La sfârșitul anilor 1970, unele lucrări despre Alamo au început să exploreze și punctul de vedere Tejano, care dispăruse aproape complet din manualele despre revoluție, și să exploreze legăturile revoluției cu sclavia.